# Нуну Гоміш Набіам
Нуну Гоміш Набіам (порт. Nuno Gomes Nabiam, 17 листопада 1966, Бісау, Гвінея-Бісау) — африканський політик. Засновник і лідер партії Асамблея об'єднаного народу. Прем'єр-міністр Гвінеї-Бісау з 28 лютого 2020 року по 8 серпня 2023 року.

## Освіта
Гоміш Набіам закінчив національну середню школу імені Кваме Нкрума. В 1986 році він закінчив Вищий інститут цивільної авіації у Києві, Україна, пізніше навчався в США, де здобув ступінь магістра з управління бізнесом.

## Політична діяльність
Брав участь у президентських виборах 2014. У першому турі 13 квітня здобув 25 % голосів, у другому турі 18 травня — 38,1 % голосів. Не визнав результати і намагався їх оскаржити.
Брав участь у першому турі президентських виборів 2019 року. 24 листопада здобув 73 063 голосів (13,16 %).
28 лютого 2020 року президент Умару Сісоку Ембало, приведений до присяги днем раніше, призначив Нуну Гоміша Набіама прем'єр-міністром. 4 березня новий уряд було приведено до присяги.